# Klappstuhl

Einfacher Klappstuhl mit Stahlrahmen und Kunststoff

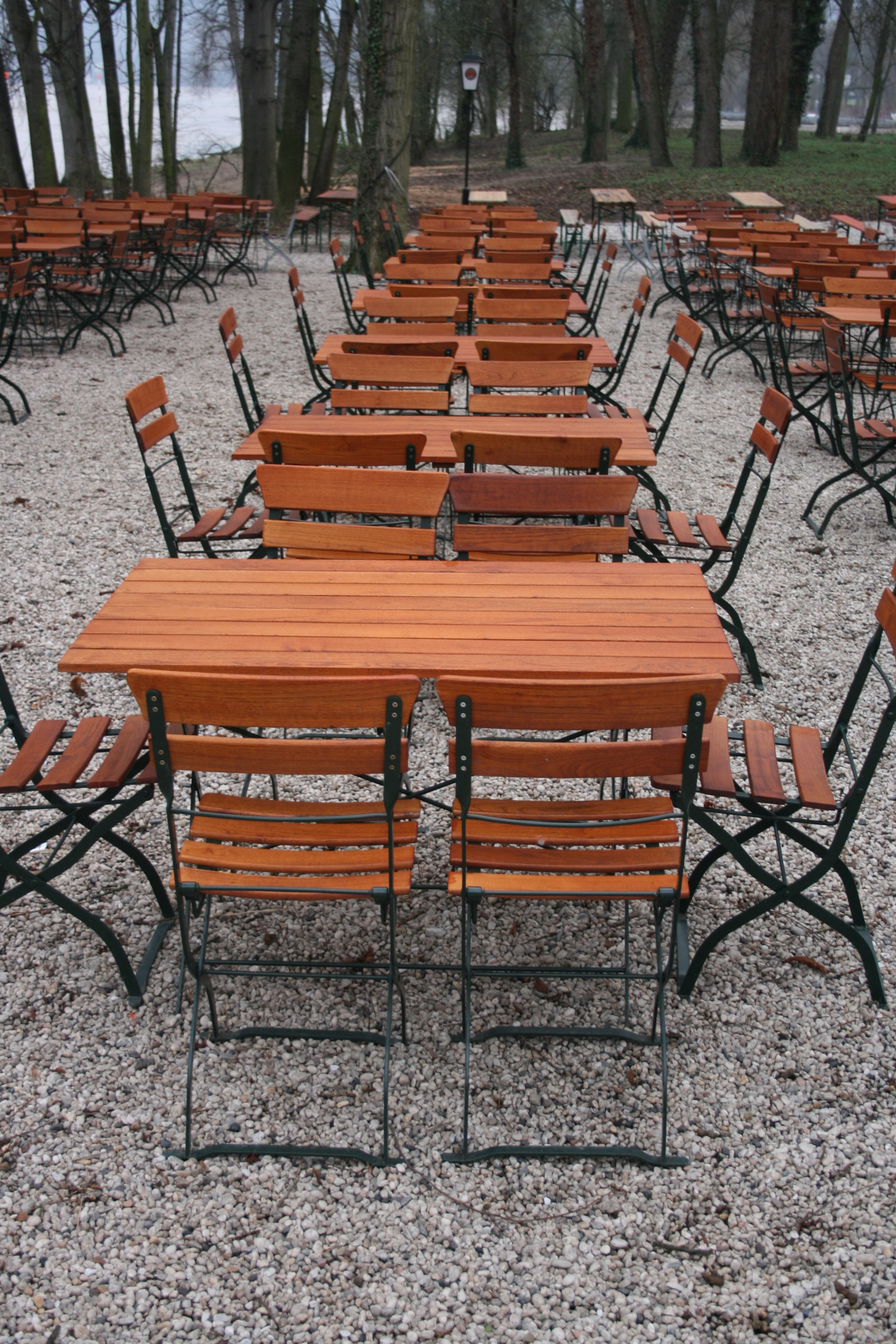
Traditionelle Holzklappstühle und -tische mit Metallgestell; Biergarten vor Saisonbeginn

Klappstühle, auch Faltstühle oder Faltsitze genannt, sind zusammenklappbare Stühle. Diese Stühle sind seit der Antike beliebt, weil sie leicht transportiert werden können. Sei es im Kriegslager, auf Reisen, Spaziergängen oder auch bei künstlerischen und wissenschaftlichen Arbeiten im Freien. Daher wurde der Faltstuhl auch Feldstuhl genannt. Eine besondere Art des Klappstuhls ist der Liegestuhl.

## Geschichte
Faltstühle wurden bereits im alten Ägypten, in Griechenland oder Rom verwendet. So war der kurulische Stuhl der römischen Magistrate ebenso ein Faltstuhl wie der Sitz des Kaisers. Das Gestell war meist aus Holz, seltener aus Metall. Das Holz wurde mit kunstreichen Schnitzereien, mit Tierköpfen und Tierfüßen verziert, vergoldet und mit Elfenbein eingelegt. Der Sitz bestand entweder aus Zeug, Leder und dergleichen oder aus Latten, welche sich beim Zusammenklappen des Stuhls ebenfalls zusammenlegten.
Aus Nordeuropa sind aus archäologischen Ausgrabungen die Reste von mindestens 18 Falthockern aus der Nordischen Bronzezeit bekannt, darunter der Klapphocker vom Guldhøj (Dänemark) mit einem Sitz aus Otterfell, dessen Holz vollständig erhalten ist oder der Klapphocker von Daensen, dessen Beschläge erhalten sind.
Besondere Verbreitung fand der Faltstuhl im Mittelalter. Hier war er als liturgisches Möbelstück geschätzt. Das Faldistorium oder auch Faldistolium war der Faltstuhl der Bischöfe (soweit ihnen nicht der Gebrauch des Thrones zustand), der Prälaten und der Äbte bei allen Pontifikalhandlungen. Seit dem 15. und 16. Jahrhundert besitzt der Faltstuhl dann auch meistens Seiten- und Rückenlehnen.
Heute werden Klappstühle dort eingesetzt, wo es auf einfache Transportierbarkeit und eine platzsparende Lagerung ankommt. Im Innenbereich für die flexible Bestuhlung von Veranstaltungsräumen, im Außenbereich als Garten- und Campingstuhl (zum Beispiel Schwedenstuhl) und oft in Biergärten. Die dort verwendeten Biergartenstühle besitzen ein Metallgestell, auf dem Sitz und Rückenlehne aus Holzlatten (neuerdings auch Kunststoff) angebracht sind. Durch den Zwischenraum zwischen diesen Latten kann das Regenwasser ablaufen, so dass die Stühle schneller trocknen und es nicht so leicht zu Fäulnis durch auf der Holzfläche stehendes Wasser kommen kann. 
Auch der „klassische Regiestuhl“ ist ein Faltstuhl. Je nach Anforderung kommen verschiedene Materialien zum Einsatz: Holz, Metalle, Kunststoffe, Textilien.

## Funktion
Mittelalterliche Faltstühle wurden in der Art eines X an den Seitenarmlehnen zusammengeklappt. Moderne Klappstühle werden in der Regel am Sitz hochgeklappt.

## Sicherheit
Bei der Benutzung von Klappstühlen ist besondere Aufmerksamkeit geboten. Verletzungen, insbesondere schwere Quetschungen von Fingern und Händen, gehören zu häufigen Problemen beim Auf- und Abbau von Klapp-/Faltstühlen.

## Galerie

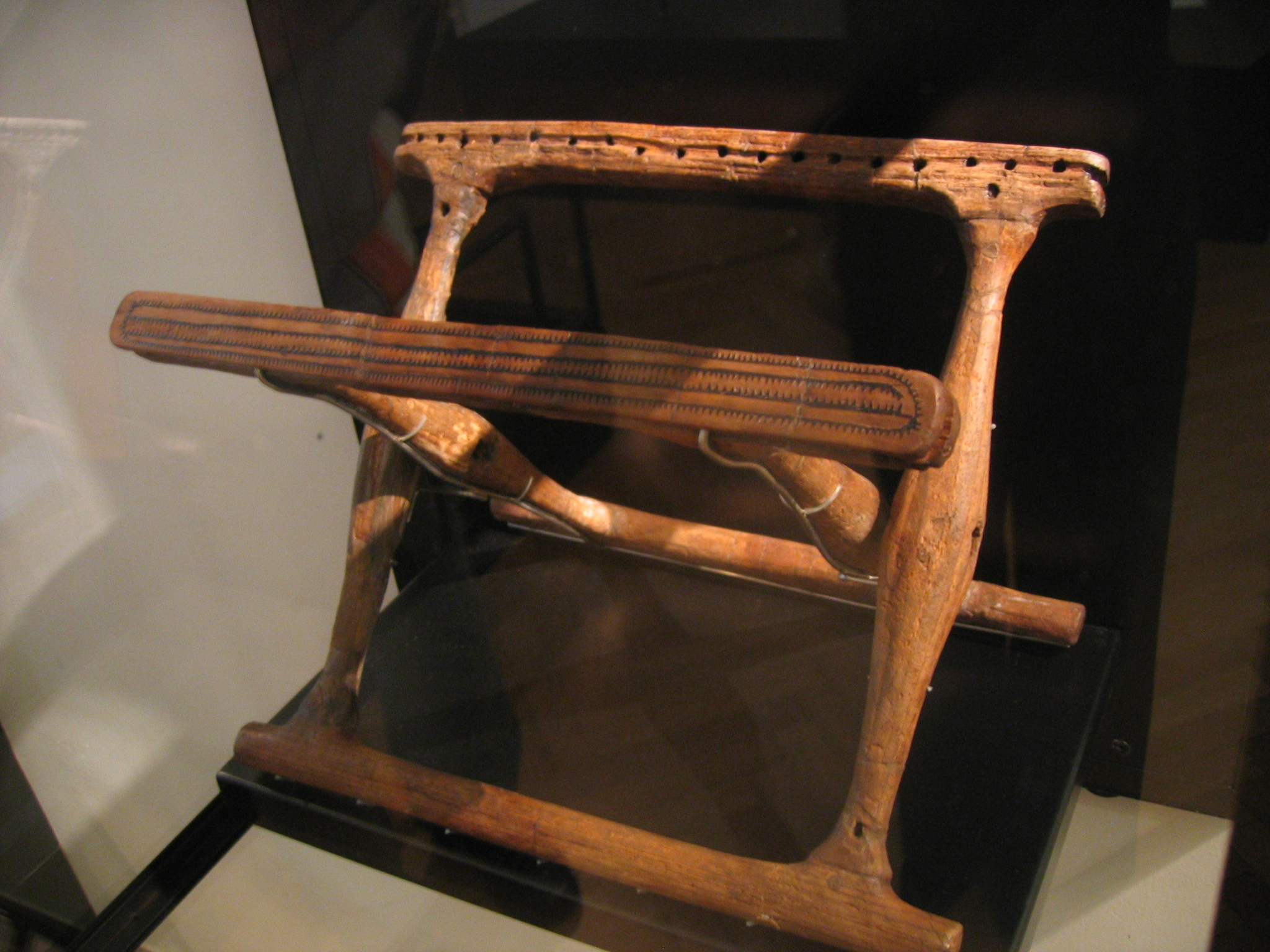
Klapphocker von Guldhøj, Dänemark (ca. 1400 v. Chr.)
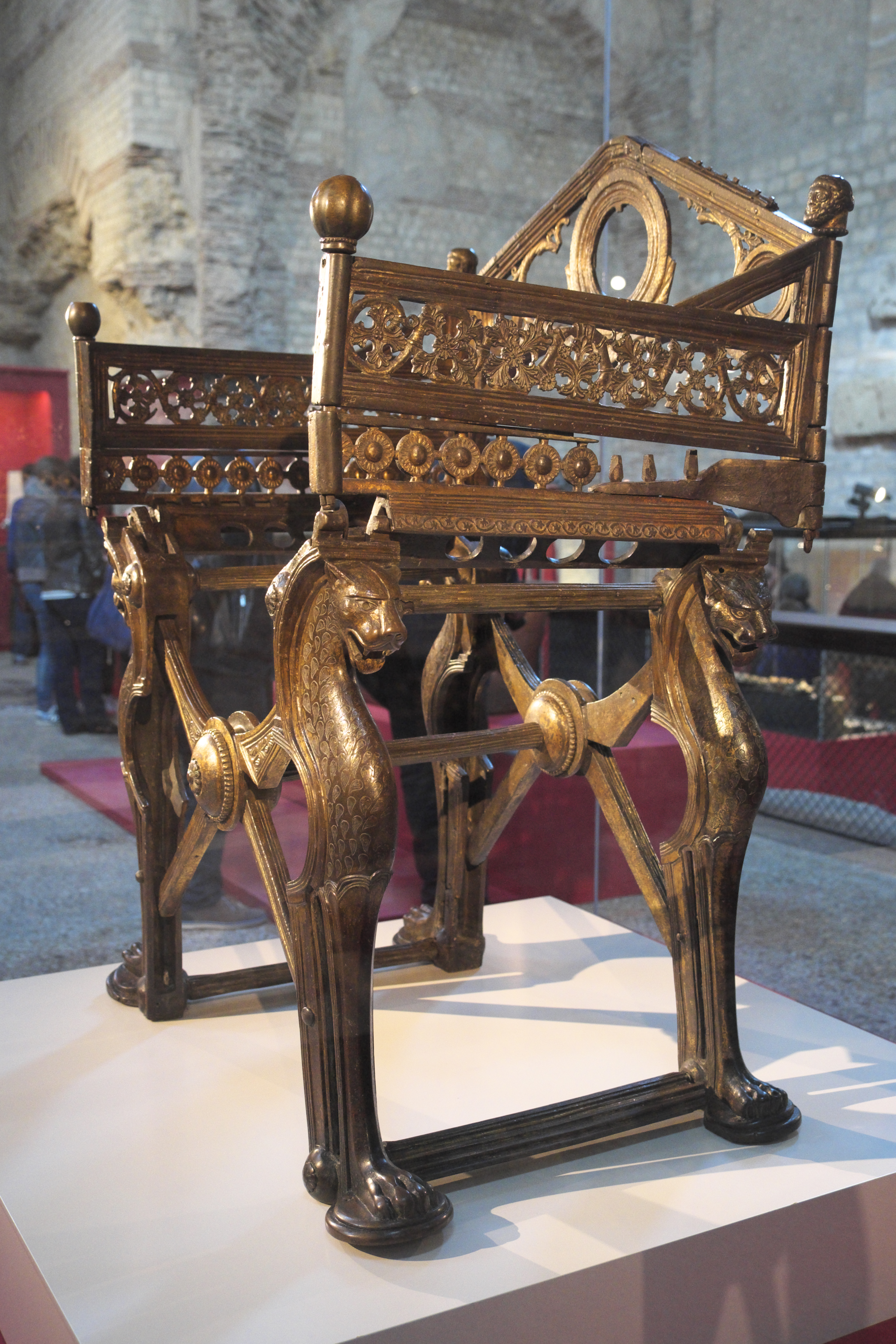
Dagobert-Thron, Frankreich, 7. Jh., Cabinet des médailles, Paris
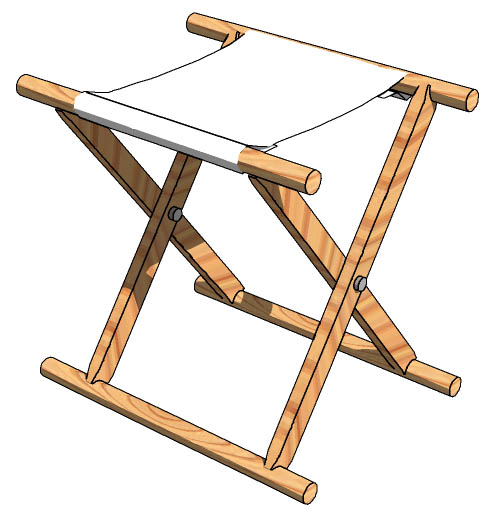
Japanischer Falthocker
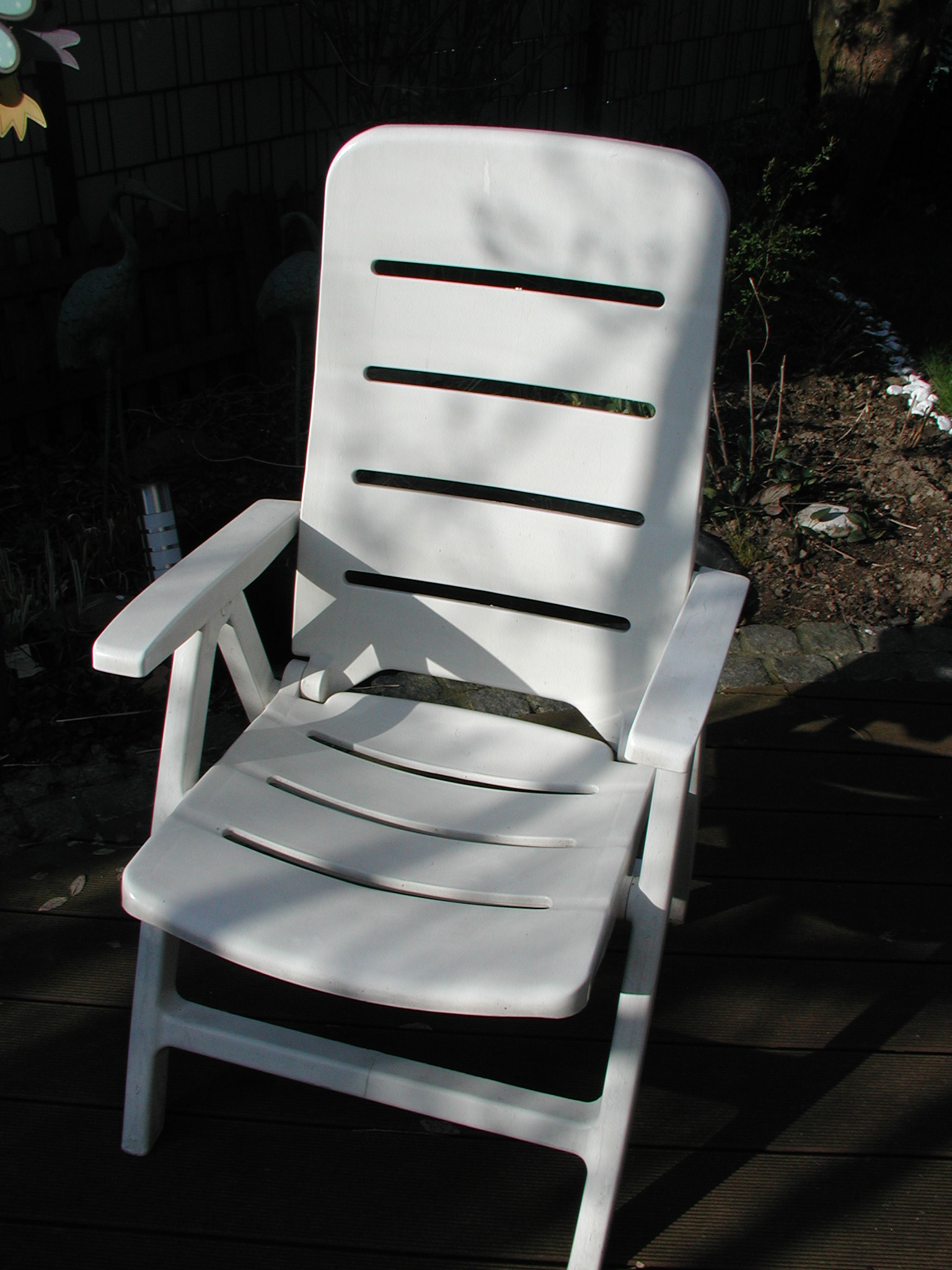
Leichtgewichtiger Klappstuhl aus Kunststoff
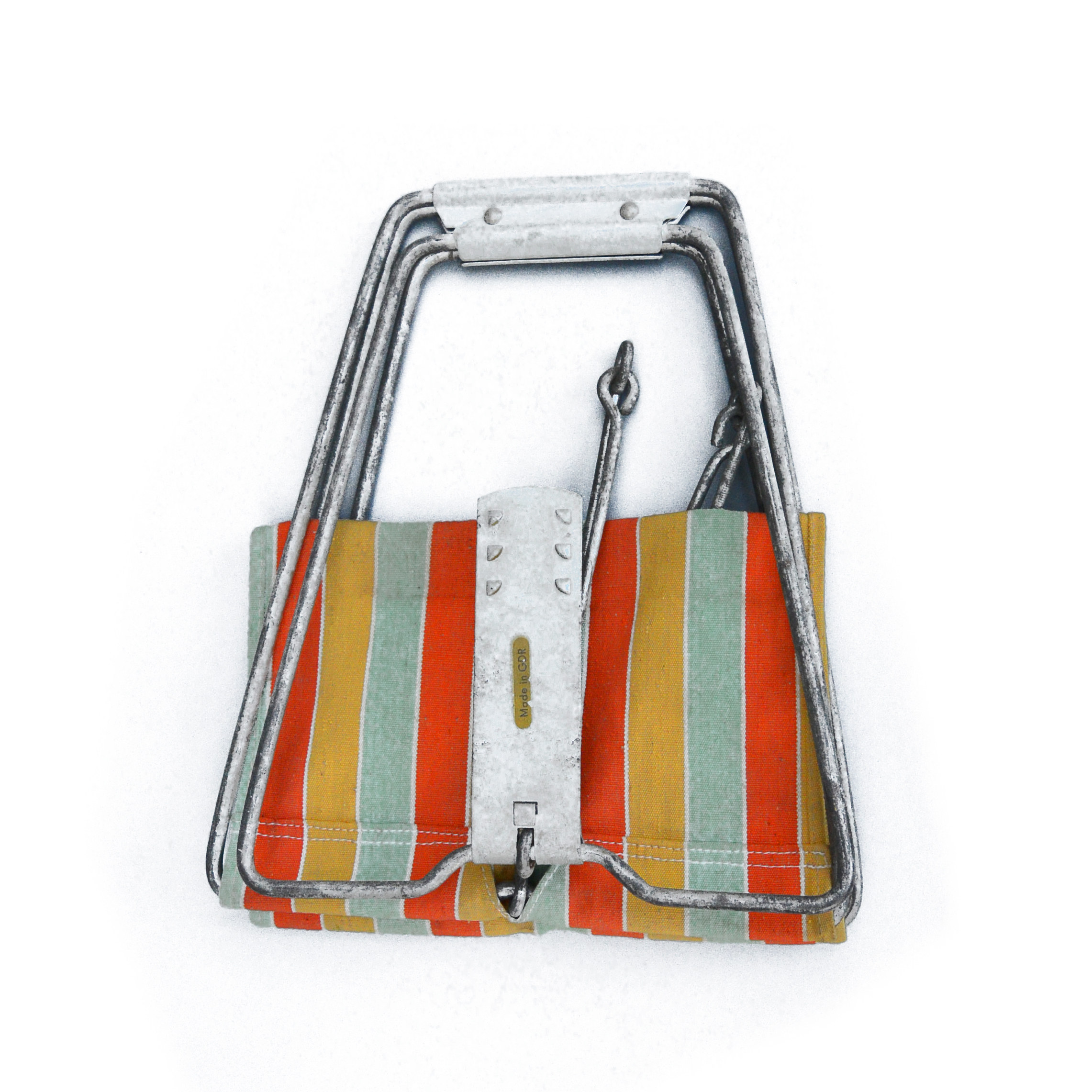
Taschenhocker aus DDR-Produktion, eingeklappt
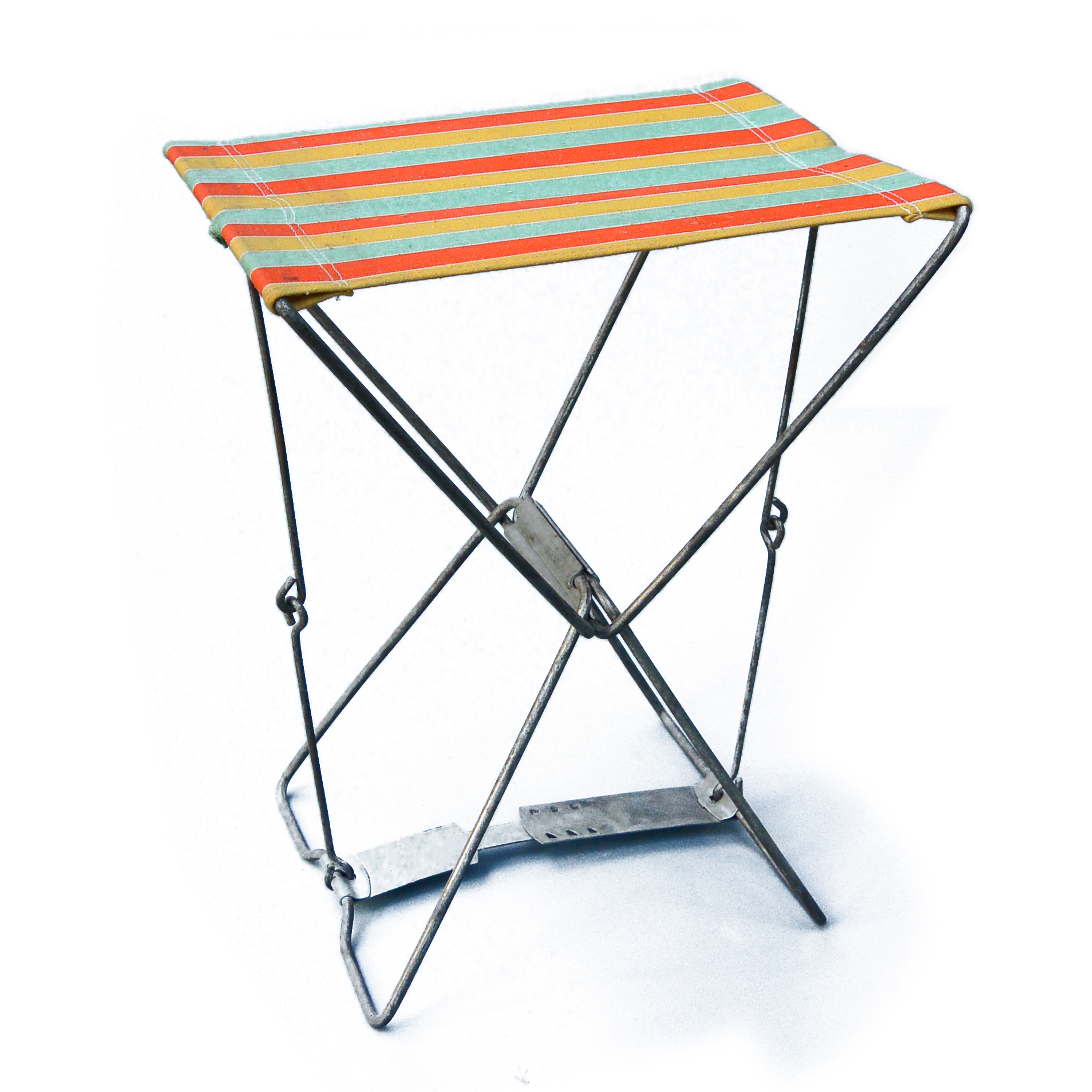
Taschenhocker aus DDR-Produktion, gespannt
Camping-Faltstuhl
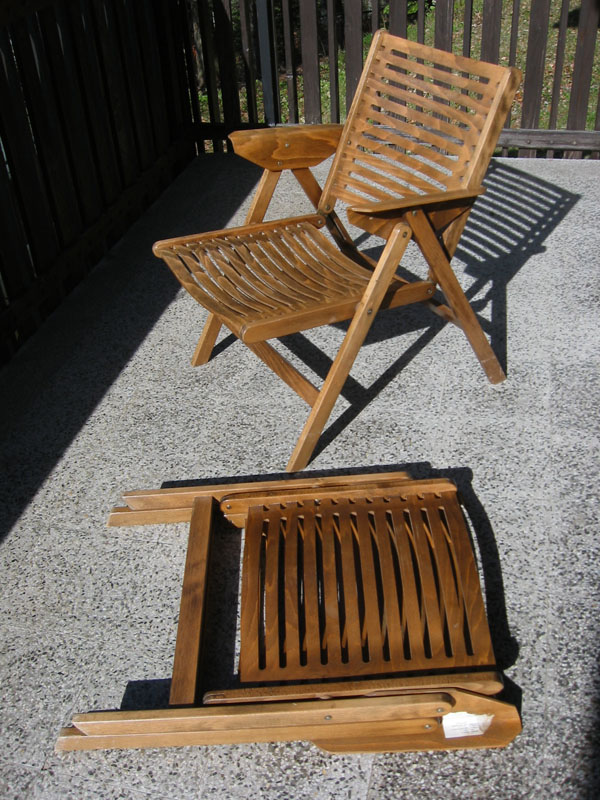
Klappsessel aus Holz
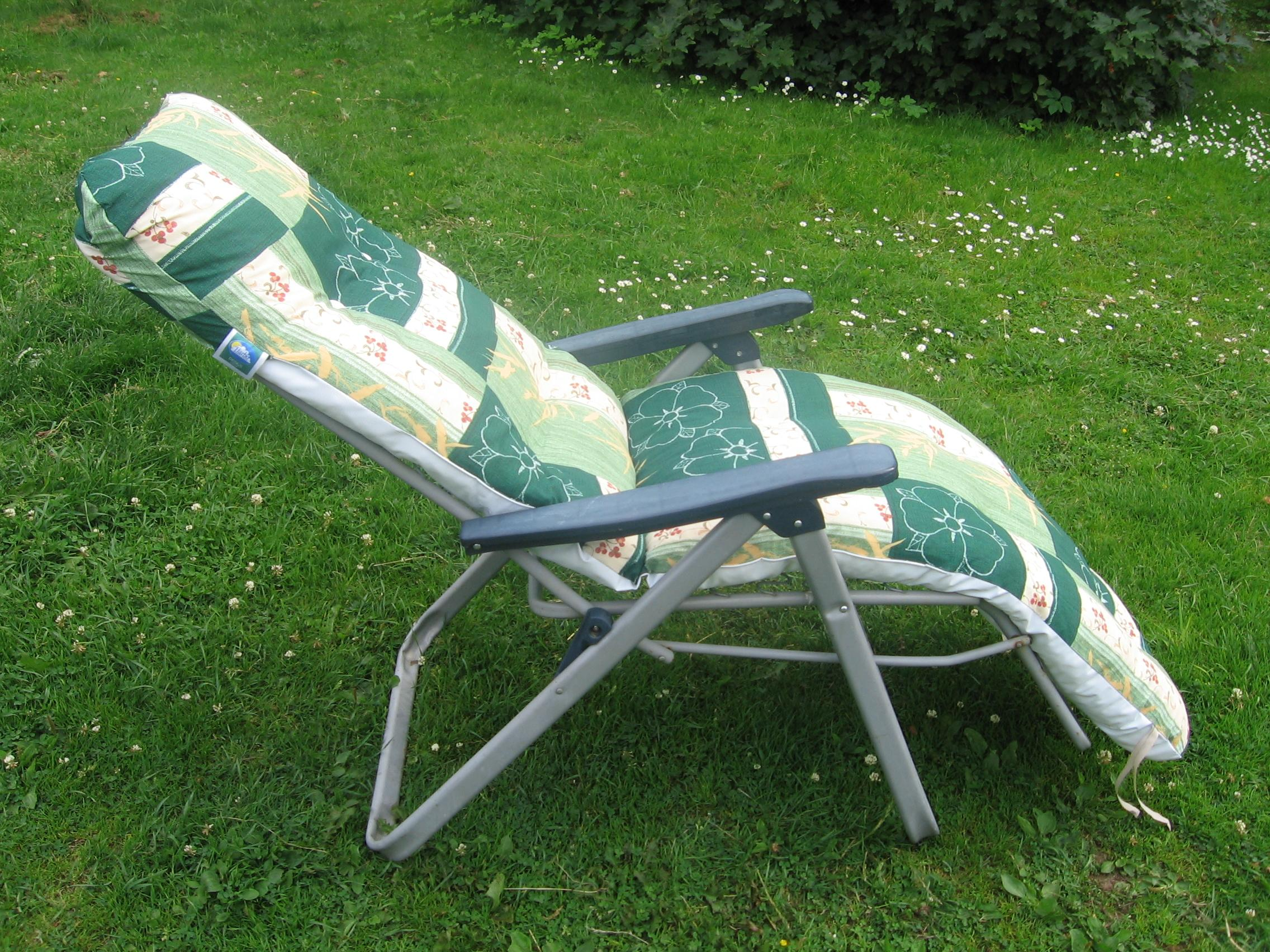
Klappstuhl

## Abgrenzung
Der Klappsitz unterscheidet sich vom Klappstuhl durch die fixe Befestigung an einer Wand oder einem Boden. Der Klappstuhl ist freistehend und kann individuell ohne Lösung von Verschraubungen verschoben werden.